# Bìm cạnh
Bìm cạnh hay bìm đỏ (danh pháp: Ipomoea hederifolia) là một loài thực vật có hoa trong họ Bìm bìm. Loài này được L. mô tả khoa học đầu tiên năm 1759.

## Hình ảnh

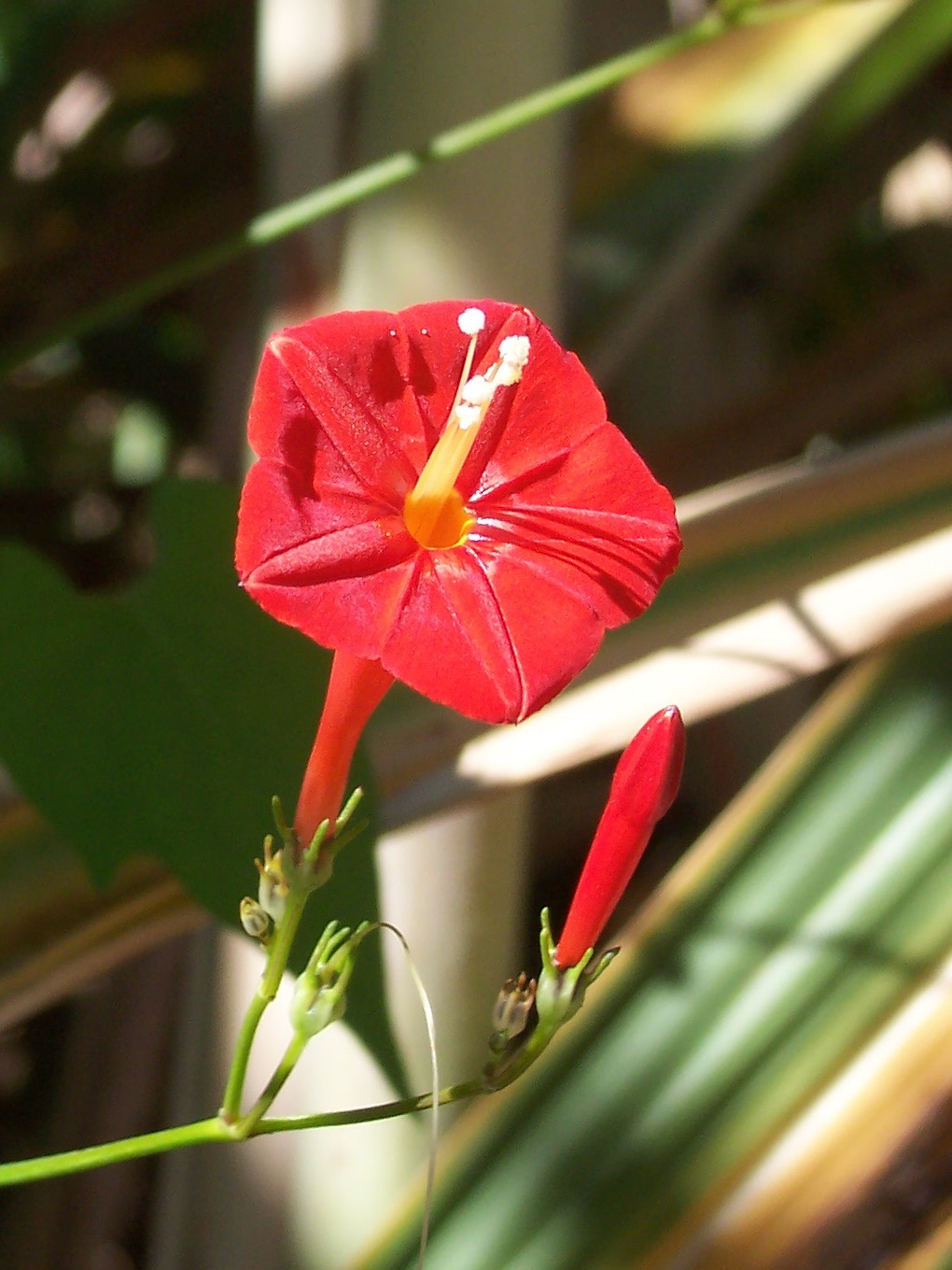
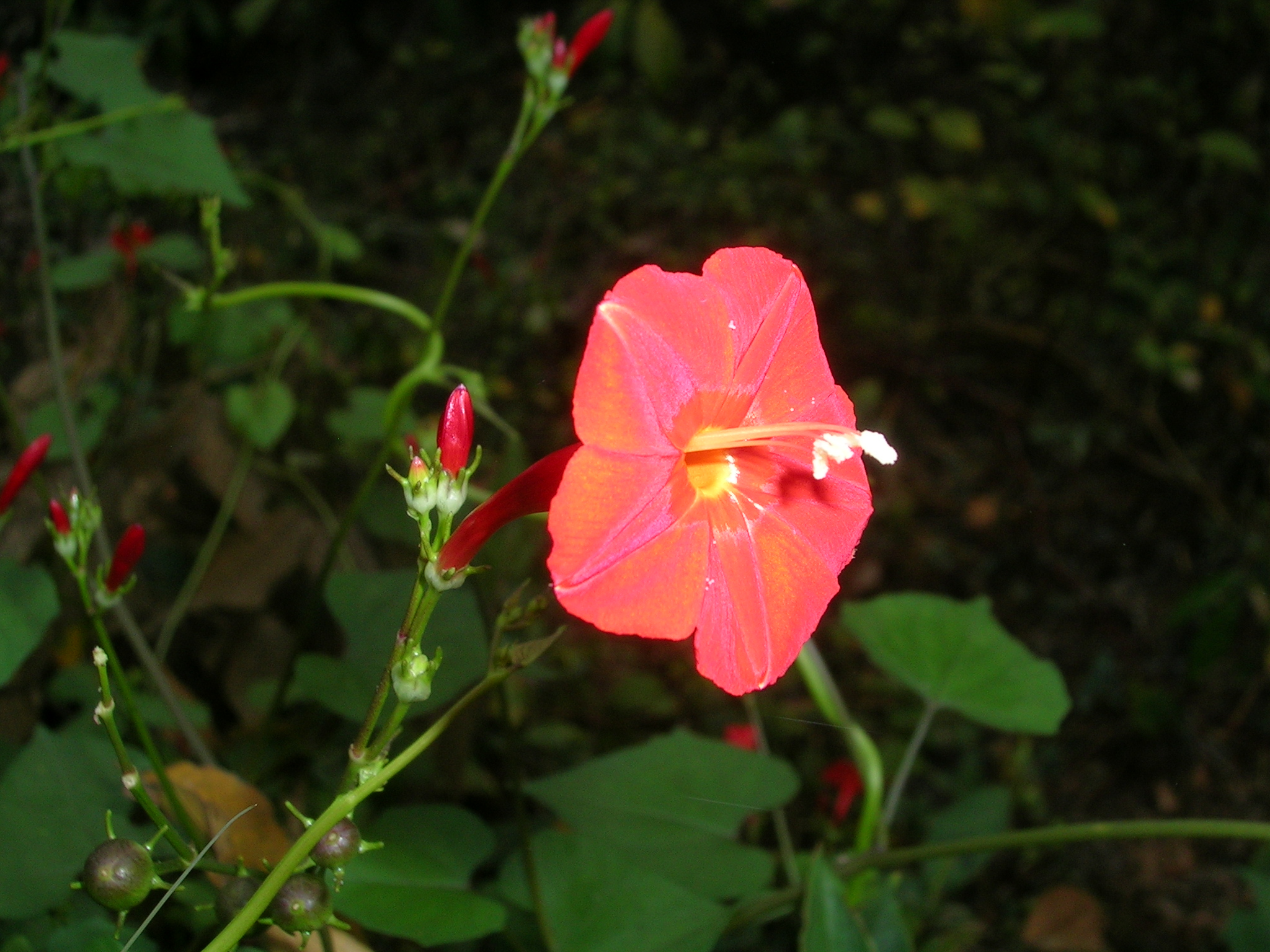
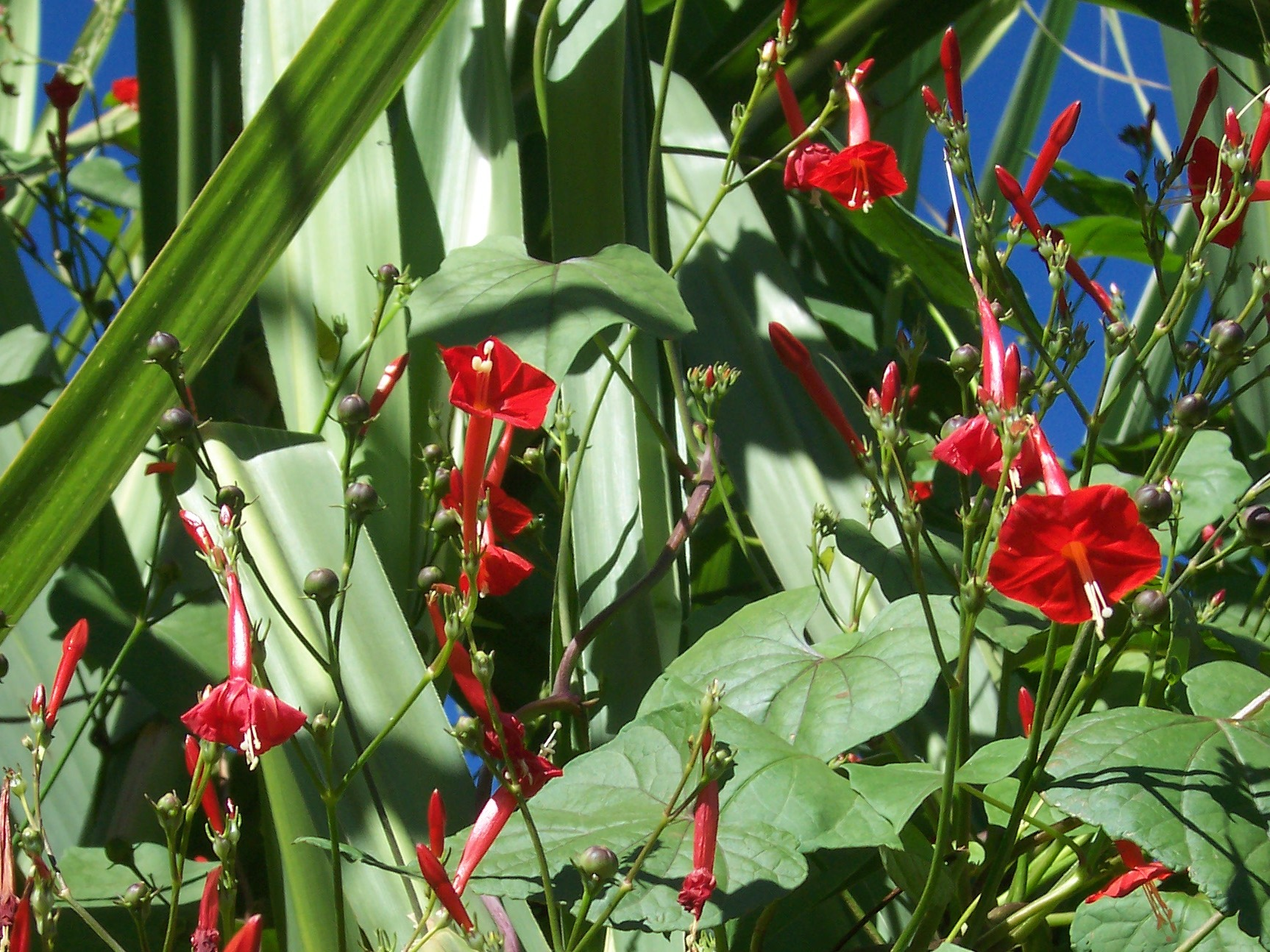
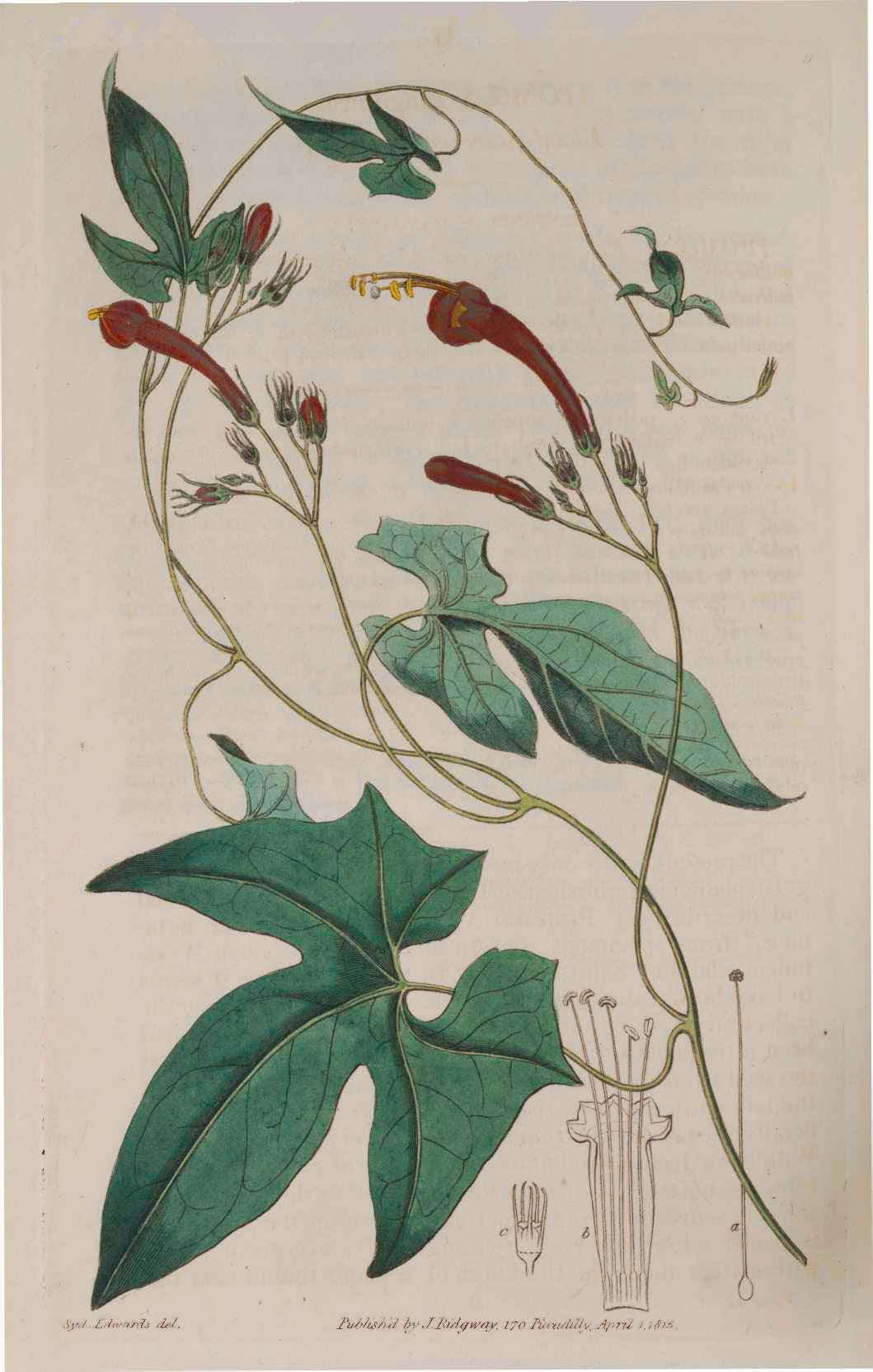